# The Delgados
The Delgados est un groupe de rock indépendant britannique, originaire d'Hamilton, en Écosse. Formé en 1994, le groupe est fondateur du label Chemikal Underground. Après onze ans d'existence, The Delgados se séparent en 2005.

## Biographie
Le groupe est initialement formé par Alun Woodward (chant, guitare), Stewart Henderson (basse) et Paul Savage (batterie) sur les cendres du groupe Bubblegum. Ils sont bientôt rejoints par la petite amie de Paul, Emma Pollock (chant, guitare), et prennent le nom de Delgados en hommage au cycliste vainqueur du Tour de France, Pedro Delgado. Ils choisissent de s'écarter du chemin classique des maisons de disques pour fonder leur propre label, Chemikal Underground, dont le catalogue comprendra non seulement leurs propres productions mais aussi des groupes locaux qui deviendront célèbres : Mogwai, Bis ou Arab Strap. Le groupe sort sur ce label son premier single Monica Webster/Brand New Car en février 1995, qui, malgré la place envahissante de la britpop sur la scène britannique, est remarqué par John Peel, DJ à la BBC Radio 1. The Delgados devient rapidement l'un de ses groupes préférés et réaliseront plus de dix Peel Sessions.
Le coût de la seconde parution de Chemikal Underground, le single Disco Nation 45 du groupe Bis, oblige The Delgados à sortir son second single, Lazarwalker, sur le label londonien Radar Records en 1996. Malgré la proposition d'un contrat de cinq albums, le groupe rejoint ensuite à nouveau Chemikal Undeground et sort le single Cinecentre tout en s'occupant du label. Suivent cette même année les singles Under Canvas, Under Wraps et Sucrose ainsi que leur premier album Domestiques en novembre 1996. Toutes ces parutions sont acclamées par la critique, John Peel plaçant même la chanson Under Canvas, Under Wraps à la troisième place de son classement Festive Fifty.
Le deuxième album du groupe, Peloton, paraît en 1998 - encore une référence au cyclisme. Les arrangements y sont plus complexes, et le disque rencontre un nouveau succès critique. Cependant, les ventes ne suivent pas autant, malgré une 69e place du single Pull the Wires from the Wall dans les charts britanniques et sa première place dans le Festive Fifty de John Peel. Le groupe s'enferme en studio pour travailler à son troisième album dès septembre 1998, mais, ne parvenant pas à un résultat qui trouve grâce à leurs yeux, ils en confient la production à Dave Fridmann, producteur de Mercury Rev ou des Flaming Lips. The Great Eastern sort début 2000 et est à nouveau un succès d'estime. Le troisième single, American Trilogy, atteint malgré tout la 61e place des charts britanniques. L'album est nommé au prestigieux Mercury Music Prize et quatre de ses chansons sont citées dans le Festive Fifty, dont deux dans le top 10.
Le quatrième album, Hate, paraît en 2002 sur le label Mantra, dont le fondateur est un grand admirateur du groupe. Les chansons épiques de cet album sont une fois de plus adulées des critiques et des votants du Festive Fifty mais demeurent toujours peu connues du grand public. Dans cet album, la chanson The Light Before We Land est utilisée pour le générique de début de l'anime de 13 épisodes Gunslinger Girl, tandis que la chanson Woke from Dreaming est jouée au début du septième épisode, permettant au groupe de se faire connaître d'un nouveau genre d'audience.
The Delgados retournent sur leur propre label pour sortir en 2004 l'album Universal Audio, qui marque une rupture par rapport à ses prédécesseurs par une approche plus mélodique, plus pop et des structures plus simples. Mais la reconnaissance publique ne vient toujours pas et le bassiste Stewart Henderson finit par quitter le groupe en avril 2005, estimant qu'il lui était difficile « de consacrer autant de son énergie et de son temps à un projet qui n'avait jamais semblé capter réellement une attention et un respect pourtant mérités. » Le groupe annonce alors sa séparation, mais les quatre membres continuent à travailler ensemble pour le label. Conjointement, les compositeurs Emma Pollock et Alun Woodward se consacrent chacun à des projets solo, tandis que le batteur Paul Savage s'occupe des studios du groupe, Chem19 Studios, à Hamilton.
Les membres ayant acquis les droits de leurs sessions à la BBC, un double disque de 29 chansons, The Complete BBC Peel Sessions, paraît le 12 juin 2006 en Europe.

## Discographie

### Albums studio
- 1996 : Domestiques
- 1998 : Peloton
- 2000 : The Great Eastern
- 2001 : Live at the Fruitmarket
- 2002 : Hate
- 2004 : Universal Audio

### Singles et EP
- 1995 : Monica Webster/Brand New Car
- 1995 : I've Only Just Started to Breathe (Ché, en collaboration avec Bis, Merzbow et The Golden Mile)
- 1996 : Lazarwalker
- 1996 : Cinecentre
- 1996 : Under Canvas Under Wraps
- 1996 : Sucrose
- 1998 : Everything Goes Around the Water
- 1998 : Pull the Wires From the Wall
- 1998 : The Weaker Argument Defeats the Stronger
- 2000 : American Trilogy
- 2000 : No Danger (Kids' Choir)
- 2002 : Coming in From the Cold
- 2003 : All You Need is Hate
- 2004 : Everybody Come Down
- 2005 : Girls of Valour

### Albums live
- Peel Sessions (Strange Fruit CD)
- 2006 : The Complete BBC Peel Sessions